# Highway
Highway (раніше були відомі як Highway Trio) — чорногорський поп-рок гурт з Подгориці, який брав участь у другому сезоні талант-шоу X Factor Adria у 2015 році, де зайняв четверте місце. 2 жовтня 2015 року стало відомо, що Highway представлятимуть Чорногорію на пісенному конкурсі Євробачення 2016.

## Склад
Гурт складається з чотирьох чоловіків:
- Петар Тошич (чорн. Petar Tošić) — соліст гурту. Зараз він вчиться на першому курсі електротехнічного факультету університету Подгориці. Має музичну освіту — у дитинстві займався грою на скрипці.
- Марко Пешич (чорн. Marko Pešić) — гітарист гурту. Вчиться на другому курсі економічного факультету. Закінчив музичну школу за класом гітари.
- Лука Войводич (чорн. Luka Vojvodić) — гітарист гурту. Як і Марко Пешич, він вчиться на економічному факультеті університету Подгориці, але на першому курсі. Його батько — генеральний директор телекомпанії РТЦГ (Радіо і телебачення Чорногорії), Раде Войводич.
- Боян Йовович (чорн. Bojan Jovović) — клавішник і вокаліст гурту. Приєднався до інших хлопців у грудні 2015. Боян — колишній учасник гуртів «No Name» (який представляв Сербію і Чорногорію на Євробаченні 2005 з піснею «Zauvijek moja») і «Neon». Як сольний артист випустив декілька синглів.[2]

## Історія
Гурт Highway став відомим завдяки їхній участі в X Factor Adria. Серед пісень, які виконували хлопці на конкурсі, була і «Zauvijek moja» (Назавжди моя) — пісня, з якою гурт No Name у 2005 році представляв Сербію і Чорногорію на Євробаченні 2005 у Києві. Highway зайняли четверте місце на цьому талант-шоу.
2 жовтня 2015 року стало відомо, що Highway представлятимуть Чорногорію на Пісенному конкурсі Євробачення 2016 у Стокгольмі, Швеція.
4 березня 2016 року була презентована конкурсна пісня гурту - «The Real Thing».